# Hermann Etter
Hermann Etter (* 28. Dezember 1870 in Rottweil; † 11. Oktober 1934 in Schwenningen) war ein deutscher Arzt und Abgeordneter in Württemberg.

## Leben
Als Einjährig-Freiwilliger diente Etter sechs Monate beim Königlich Bayerischen 9. Infanterie-Regiment „Wrede“ in Würzburg. Er immatrikulierte sich an der Eberhard-Karls-Universität für Medizin. Durch seinen Vater und seinen Bruder kam er zum Corps Rhenania Tübingen, das ihn am 27. Juli 1890 recipierte. Nach 13 Mensuren inaktiviert, ging er für einige Zeit an die Julius-Maximilians-Universität Würzburg. Er kehrte nach Tübingen zurück und bestand dort das Staatsexamen. 1899 wurde er zum Dr. med. promoviert. Nach längerer Tätigkeit als Assistenzarzt im Marienhospital Stuttgart und in der Hamburger Irrenanstalt Friedrichsberg diente er die zweite Hälfte seiner Militärzeit beim Feldartillerie-Regiment „König Karl“ (1. Württembergisches) Nr. 13 in Ulm ab. 
1899 ließ er sich als praktischer Arzt in Schramberg nieder. Ab 1901 in Schwenningen, war er von 1904 bis 1914 auch Krankenhausdirektor, Stadt- und Schularzt, über 30 Jahre Kolonnenarzt der Sanitätskolonne, Mitglied des ärztlichen Landesausschusses und des Bürgerausschusses. Im Ersten Weltkrieg war er Bataillons- und Regimentsarzt beim Württembergischen Landwehr-Infanterie-Regiment 119 (26. Landwehr-Division) und beim Württembergischen Infanterie-Regiment Nr. 479 (243. Infanterie-Division). Am 7. September 1918 wurde er zum Oberstabsarzt befördert. Er trat in die Deutsche Demokratische Partei und wurde 1918 in den Landtag gewählt. 1919 war er Abgeordneter zur verfassungsgebenden Landesversammlung für den Landtag des freien Volksstaates Württemberg. 
Verheiratet war er seit 1900 mit Clara geb. Mauthe aus Schwenningen. Mit ihr hatte er vier Töchter. Nach seinem Tode errichtete die Firma Mauthe (Uhrenhersteller), in deren Aufsichtsrat er gesessen hatte, eine Dr.-Hermann-Etter-Gedächtnisstiftung. Ihr Ertrag sollte der Sanitätskolonne, dem Roten Kreuz und anderen gemeinnützigen Einrichtungen zufließen.

## Ehrungen
- Eisernes Kreuz 2. Klasse
- Eisernes Kreuz 1. Klasse
- Ehrenkreuz des Weltkrieges